# Касіан
Касіан (рум. Casian) — село у повіті Констанца в Румунії. Входить до складу комуни Гредіна.
Село розташоване на відстані 189 км на схід від Бухареста, 38 км на північ від Констанци, 109 км на південь від Галаца.

## Населення
За даними перепису населення 2002 року у селі проживали 28 осіб, усі — румуни. Усі жителі села рідною мовою назвали румунську.